# Galactocentrismo
Segundo a astronomia, Galactocentrismo é a teoria de que a Via Láctea, galáxia onde se localiza o Sistema Solar, é ou está perto do Centro do Universo.
As observações do astrônomo William Herschel, em 1785, sugeriram que a Via Láctea era uma galáxia em forma de disco onde o Sol ocuparia uma posição central. Embora defendesse o modelo heliocêntrico, as observações de Herschel foram a primeira tentativa de uma cosmologia observacional.
Em 1918, a teoria heliocêntrica galáctica de Herschel foi derrubada pelo trabalho do astrônomo Harlow Shapley, o qual analisava a mecânica dos aglomerados globulares. A pesquisa de Shapley marcou a transição do Heliocentrismo para o Galactocentrismo, colocando o Centro da Via Láctea longe do Sol, em direção a constelação de Sagittarius. Heber Doust Curtis e Edwin Hubble refutaram ainda mais a visão heliocêntrica do universo, mostrando que as espirais são, elas mesmas, sistemas galácticos distantes. Em 1925, o modelo galactocêntrico foi estabelecido.
A teoria do Galactocentrismo foi um passo importante para o desenvolvimento de modelos cosmológicos, pois a especulação sobre a existência de outras galáxias, comparáveis em tamanho e estrutura à nossa, colocava a Terra em sua perspectiva adequada em relação ao resto do universo. As mudanças de Heliocentrismo para Galactocentrismo, e posteriormente, Acentrismo, foram comparadas em importância à Revolução Copernicana.

## Heliocentrismo de William Herschel
Thomas Wright e Immanuel Kant foram os primeiros em especular que manchas difusas de luz chamadas nebulosas eram, na verdade, "universos-ilha" distantes, que se consistiriam em diversos sistemas estelares. Esperava-se que a forma de nossa própria galáxia se parecesse com esses "universos-ilhas". Mas, segundo Edwin Hubble, "Argumentos científicos foram mobilizados contra tal possibilidade", tanto é que a perspectiva em questão foi rejeitada por quase todos os cientistas da época.

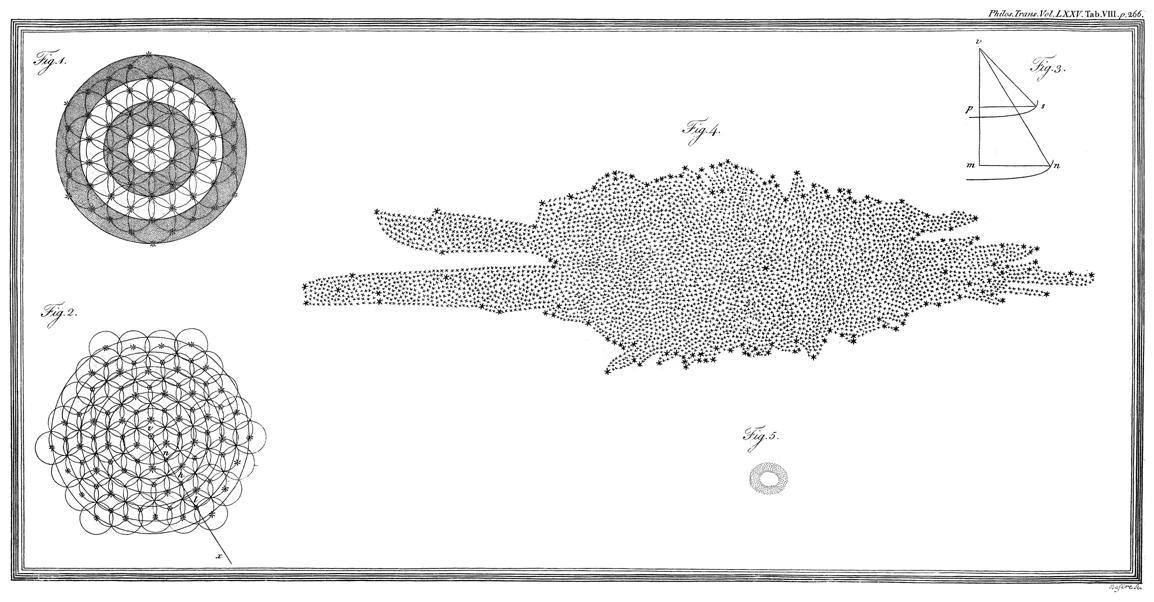
Modelo da Via Láctea de William Herschel, em 1785.

Em 1783, William Herschel tentou determinar a forma da Via Láctea examinando suas estrelas por meio de seus telescópios feitos à mão. Herschel foi o primeiro a propor um modelo da galáxia baseado na observação e medição. Ele concluiu que a mesma tinha a forma de um disco espiral, mas presumiu incorretamente que o Sol estaria no centro desse disco.
Vendo que as estrelas pertencentes à Via Láctea pareciam circundar a Terra, Herschel contou cuidadosamente estrelas de magnitudes aparentes respectivas e, depois de descobrir que os números eram os mesmos em todas as direções, concluiu que a Terra deveria estar próxima do centro da galáxia. No entanto, havia duas falhas na metodologia de Herschel: a magnitude não é um índice confiável para medir a distância das estrelas, e algumas das áreas que ele confundiu com espaço vazio eram, na verdade, nebulosas escuras que bloqueavam sua visão em direção ao Centro da Via Láctea.
O modelo Herschel permaneceu relativamente incontestado durante as décadas seguintes, com pequenos ajustes e refinamentos. Jacobus Kapteyn introduziu movimento, densidade e luminosidade na contagem de estrelas de Herschel, o que ainda implicava numa localização quase central do Sol.

## Modelo de Harlow Shapley
No ano de 1918, o modelo de Herschel foi finalmente refutado pelo trabalho do astrônomo Harlow Shapley. Nesse estudo, Shapley pesquisava a distribuição assimétrica de aglomerados globulares, estimando a distância e a localização de objetos individuais usando estrelas variáveis como escala padrão. Os aglomerados globulares contêm muitas estrelas cefeidas variáveis, cuja relação precisa entre luminosidade e período de variabilidade foi estabelecida por Henrietta Leavitt, em 1908. Usando as variáveis cefeida e RR Lyrae para mapear sistematicamente a distribuição dos aglomerados globulares, Shapley descobriu que as estrelas da Via Láctea orbitavam um centro comum a milhares de anos-luz de distância do Sol. O centro galáctico foi determinado para estar na direção da constelação de Sagittarius, aproximadamente a 50.000 anos-luz em relação ao Sistema Solar.

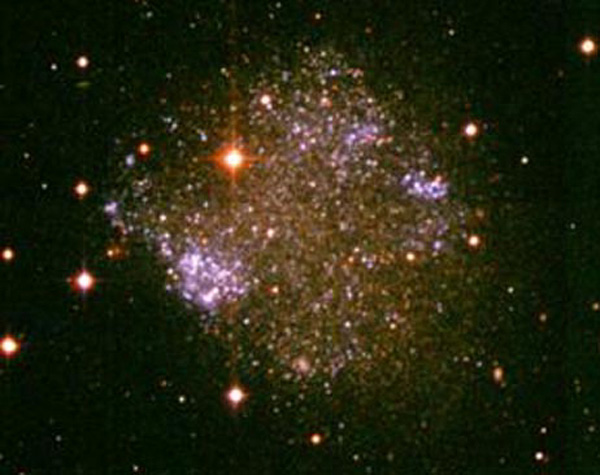
Sextans A, um membro do grupo local de galáxias, que inclui a Via Láctea e a Galáxia de Andrômeda. Imagem do Observatório Lowell, 2013.

Em 1920, Heber Doust Curtis e Harlow Shapley participaram de um debate sobre a natureza das nebulosas e o tamanho do universo. Shapley acreditava que as nebulosas distantes eram relativamente pequenas e ficavam dentro da Via Láctea. Doust Curtis defendeu a visão agora aceita de que as nebulosas estavam mais distantes e que, portanto, existiam outras galáxias além da Via Láctea. Em 1925, Edwin Hubble atestou que muitos objetos que eram vistos como nuvens de poeira e gás, classificados como "nebulosas", eram na verdade galáxias além da Via Láctea.